# 皮日龙
皮日龙（法語：Puygiron，法語發音：[pɥiʒiʁɔ̃]）是法国德龙省的一个市镇，位于该省西南部，蒙特利马尔市区以东，属于尼永斯区。

## 地理
皮日龙（44°32'30"N, 4°50'53"E）面积6.68 平方千米，位于法国奥弗涅-罗讷-阿尔卑斯大区德龙省，该省份为法国东南部内陆省份，北起顺时针与伊泽尔省、上阿尔卑斯省、上普罗旺斯阿尔卑斯省、沃克吕兹省和阿尔代什省接壤。
与皮日龙接壤的市镇（或旧市镇、城区）包括：拉巴蒂罗朗、埃斯珀吕什、雅布龙河畔蒙布谢、瓦尔丹地区罗谢福尔、拉图什。

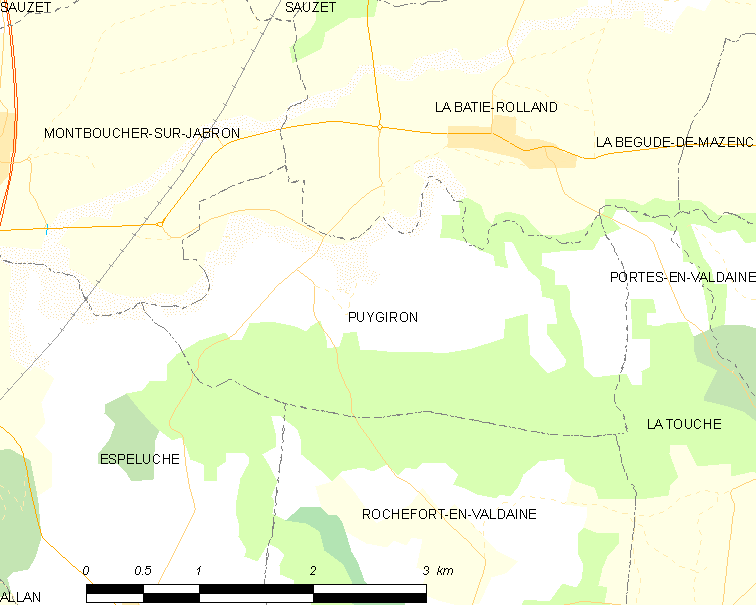
皮日龙的OSM定位图

皮日龙的时区为UTC+01:00、UTC+02:00（夏令时）。

## 行政
皮日龙的邮政编码为26160，INSEE市镇编码为26257。

## 政治
皮日龙所属的省级选区为迪约勒菲县。

## 人口

1962-2008年间皮日龙人口变化图示

皮日龙于2022年1月1日时的人口数量为447人。